# Rue de la Félicité
La rue de la Félicité est une voie du 17e arrondissement de Paris, en France.
La rue de la Félicité est une voie publique située dans le 17e arrondissement de Paris. Elle débute au 88, rue de Tocqueville et se termine au 107, rue de Saussure.
Le nom de cette voie a été donné par son propriétaire.

## Historique
Cette voie de l'ancienne commune des Batignolles, ouverte en 1840, a été classée dans la voirie parisienne et a pris sa dénomination par décret du 23 mai 1863.
Âgé de 16 ans, le futur écrivain Patrick Rambaud est magicien dans un cabaret alors situé dans la rue.